# Janusz Mikulicz
Janusz Eugeniusz Mikulicz (ur. 25 maja 1951 w Uboczu, zm. 25 października 2015 w Legnicy) – polski działacz samorządowy i polityk, poseł na Sejm VI kadencji.

## Życiorys
Syn Adama i Marii. Ukończył studia w zakresie mechanizacji rolnictwa na Akademii Rolniczej we Wrocławiu. Od 1977 do 1989 należał do Polskiej Zjednoczonej Partii Robotniczej. W latach 1990–2007 pełnił funkcję wójta gminy Kunice. W latach 1998–2002 równocześnie był radnym powiatu legnickiego.
W przedterminowych wyborach parlamentarnych w 2007 startował do Sejmu z 6. miejsca listy Platformy Obywatelskiej w okręgu legnickim. Uzyskał 8291 głosów, zdobywając mandat poselski.
W wyborach samorządowych w 2010 bez powodzenia kandydował na urząd prezydenta Legnicy (zajął 2. miejsce spośród 4 kandydatów). Został natomiast wybrany do sejmiku dolnośląskiego. 30 listopada 2010, w związku z wyborem na radnego województwa, utracił mandat poselski. Nie kandydował w wyborach samorządowych w 2014.
Pochowany na cmentarzu w Kunicach.

## Odznaczenia
Został odznaczony Brązowym (1994) i Złotym (1998) Krzyżem Zasługi, a także Krzyżem Kawalerskim Orderu Odrodzenia Polski (2005).